# The Urbz: Sims in the City (для портативных устройств)
The Urbz: Sims in the City — однопользовательская видеоигра в жанре симулятора жизни для портативных приставок Game Boy Advance и Nintendo DS. Выход игры состоялся 9 ноября 2003 года. Игра создавалась наряду с одноимённым тайтлом для игровых приставок. Несмотря на одинаковые названия, игра не является портом, а была создана студией Griptonite Games, имеющий опыт создания портативной версии The Sims Bustin' Out. Сама игра имеет двухмерную изометрическую графику. The Urbz для GBA и NDS является второй игрой серии The Sims, предназначенной для портативного/мобильного устройства.
Это вторая игра в трилогии The Sims от Griptonite Games наряду с портативными Bustin’ Out и The Sims 2, чьи сюжеты объединены одной вселенной.
Критики дали смешанные оценки игре, с одной стороны они похвалили The Urbz за большое разнообразие геймплея и игровых локаций, с другой стороны указали на слабую проработанность диалогов. Отдельно критики осудили решение разработчиков портировать игру с игровым движком, предназначенным для Game Boy Advance на Nintendo DS без видимых графических улучшений

## Сюжет
Согласно сюжету, главный герой, недавно приехавший жить в мегаполис был уволен после того, как «королевская башня» с местом работы пошла в торги и была приобретена Папочкой Бигбэксом. После неудачной попытки украсть ключ ассистента Бигбэкса, Лили Гейтс, главного героя арестовывают и отправляют в тюрьму. Вскоре героя освобождают, однако дают испытательный срок и запрет покидать городской район города. Позже героя вербует Бабушка Хэтти, чтобы организовать забастовку, чтобы город отрыл мосты в Сим-квартал. Однако героя хватает Папочка Бигбэкс и отправляет в район Байо. Местные жители помогают герою вернуться домой и он(а) сообщает Бабушке Хэтти, что Бигбэкс пытается установить власть в городе, и любого, что бежит, он спешит арестовать. Вскоре за бет арестовывают и Хэтти, однако шериф, ненавидящий Бигбэкса освобождает её. Главный герой отправляется в Глэсстаун, чтобы найти бывшего хозаина «королевской башни» — Мистера Кинга. Позже. протагонист с помощью Эван Ватами и Сью Пирновы чинит машину времени, чтобы найти в прошлом Бигбэкса и изгнать его на остров за пределами города. После этого управляемого персонажа объявляют героем и строят в его честь статую в центре города. 

## Геймплей

Изображение геймплея

Игра начинается с создания персонажа, где игрок выбирает симу имя, пол и настраивает внешность. Игра представляет собой приключение, где игрок должен завершать миссии. Основная задача в игре для Nintendo DS и Game Boy Advance заключается в завершении пяти миссий. Как и в других играх франшизы The Sims, в The Urbz необходимо удовлетворять базовые потребности управляемого персонажа, во сне, голоде, туалете, развлечении итд. 
Игрок попадает в город, власть в котором пытается захватить корыстный миллиардер Папочка Бигбэкс, чтобы вынудить его жителей платить за самые основные потребности, например возможность дышать воздухом. Существует три района, доступ к которым игрок получает после выполнения сюжетных заданий. После выполнения всех заданий, игрок сможет перемещаться свободно по всему городу и покупать квартиры в любом месте при наличии достаточных денежных средств. Самая дорогая квартира — пентхаус в Королевской Башне. 
Помимо этого, игрок имеет возможность вступить в одну из четырёх городских субкультур — к богеме, художникам, уличной шпане или нердам. Получая очки репутации, лидер группы будет давать игроку задания, завершая которые, игрок завоёвывает большею репутацию и имеет право стать полноправным членом группы. 
Игра существует в двух версиях — для Game Boy Advance и Nintendo DC. Обе версии идентичны друг другу с основной разницей в том, что в версии для DC имеется второй сенсорный экран, где игрок может наблюдать за шкалами потребностей персонажа и диалогами, также в версии для DS имеется несколько новых персонажей, локаций, а также возможность играть в режиме мультиплеера с другим игроком без необходимости кабельного соединения.

## Разработка и выпуск
Разработкой игры занималась студия Griptonite Games, ранее также работавшая над The Sims Bustin’ Out для Game Boy Advance. Как и в игре Bustin’ Out, разработчики решили сделать особый акцент на мини-играх. Также при разработке использовался игровой движок Bustin’ Out для GBA, хотя основное место действия перенеслось с пригорода в мегаполис, также разработчики решили добавить гораздо больше возможностей изменять внешний вид подопечного. Как и в Bustin’ Out игрок должен напрямую управлять своим персонажем, так как данная функция работает лучше на портативном устройстве, чем Point-a-Click.
The Urbz стала также самой первой игрой для Nintendo DS, выпущенной EA Games и в целом одной из первых игр для данной приставки. В данную версию также был встроен мультиплеерный мод, не требующий сетевого кабельного подключения, также 24 эксклюзивных объекта, пять мини игр, семь персонажей, а также восемь видов питомцев, которых можно создать с помощью инструмента манипуляции генами. Представленный сюжет следовал той же структуре, что и игра для GameCube. Синджин Бэйн — исполнительный продюсер указал на уникальность игрового процесса, заметив, что данная игра впервые позволяет погружать сима в городскую окружающую среду. Выход игры ожидался в конце 2004 года, точнее 26 ноября. 
Впервые о предстоящем выходе Urbz стало известно 21 апреля 2004 года. Игра была продемонстрирована на выставке Е3 в 2004 году. Выход игры планировался в ноябре 2004 года. 1 сентября стало известно, что игра вышла в печать. Выход игры состоялся 10 ноября 2004 года. 
15 июля 2004 года Electronic Arts объявила о предстоящем выпуске The Urbz для новой игровой приставки Nintendo DS, которая идентична Urbz для GBA, однако с рядом нововведений, включая беспроводной многопользовательский режим. Выход игры для DS состоялся 17 ноября 2004 года. В Японии игра вышла 13 января 2005 года. 
В августе 2004 года Electronic Arts и Atomic Toy объявили о сотрудничестве и совместном выпуске тематических игрушек в виде коллекционных фигурок — «Miniopolis Urbz» по мотивам The Urbz для GBA и DS.

## Критика
| Сводный рейтинг    | Сводный рейтинг | Сводный рейтинг |
| Издание            | Оценка          | Оценка          |
| Издание            | DS              | GBA             |
| ------------------ | --------------- | --------------- |
| GameRankings       | 67,12 %         | 68,92 %         |
| Metacritic         | 67/100          | 72/100          |
| Иноязычные издания |                 |                 |
| Издание            | Оценка          | Оценка          |
| Издание            | DS              | GBA             |
| 1UP.com            | [ 23 ]          | N/A             |
| EGM                | 85 %            | N/A             |
| Game Informer      | 80 %            | 75 %            |
| GameRevolution     | N/A             | [ 14 ]          |
| GameSpot           | 7,3/10          | 7,5/10          |
| GameSpy            | N/A             | [ 14 ]          |
| IGN                | 7/10            | 8/10            |
| Nintendo Power     | 76 %            | 78 %            |

Критик IGN заметил, что версия для Game Boy Advance в плане графики и панели управления целом идентична Sims Bustin’ Out для Game Boy Advance с разницей в том, что новая игра стала гораздо масштабнее и лучше. Критик заметил, что игроку понадобится несколько дней, чтобы пройти всю игру, при этом большею часть времени игрок потратит на базовые потребности и постоянно повторяющиеся рутинные задачи. Представитель GameSpot заметил, что Urbz представляют собой полноценную приключенческую ролевую игру с длительным квестом, большим разнообразием персонажей и довольно увлекательными мини-играми. Если в начале игры игровая лоцакия кажется крупной, то по мере прохождения, игрок будет снова и снова открывать для себя интересные места. Критик Worthplaying же назвал рутинные задачи очень надоедливыми, портящими общее впечатление от игры. Сдержанный отзыв оставил критик Nintendo Official Magazine, назвав игру крайне скучной, завязанной на завоевании большей репутации. Критик оправдывался, что его низкая оценка не отражает предвзятое отложение в симулятору жизни, приведя в пример удачную и увлекательную игру данного жанра — Animal Crossing. Редакция Edge Magazine назвала Urbz хоть первой  игрой для DS от EA Games, однако в итоге провальной и недооценённой.
Рецензенты похвалили игру за её разнообразие в геймплее. Так, критик IGN назвал игровой процесс почти бесконечным и подходящим для Game Boy Advance, игрок может дальше играть в Urbz даже после завершения основной сюжетной линии. Несмотря на то, что Urbz не настолько универсальна, как оригинальная игра The Sims, она по прежнему предлагает множество вариантов игры по меркам Game Boy Advance, например позволяя игроку обустраивать жилище. Представитель GameSpot также заметил, что игровой процесс игры богатый на множество мини-игр, разнообразный и по меркам небольшой портативной приставки, предлагает невероятное количество возможностей играть в Urbz.
Качество графики получило неоднозначные оценки, если графика по меркам GBA считается вполне нормальной, то графика в DS подверглась критике. В частности рецензентами  было замечено, что версия игры для Nintendo DS за исключением наличия второго экрана, больших графических деталей и нескольких новых локаций, в целом абсолютно идентична игре для GBA, критик IGN заметил, что странно, что разработчики не пожелали использовать более совершенные технические характеристики DS, чтобы предложить что-то лучшее, например трёхмерный мир. Также критик заметил, что крайне не удобно использовать сенсорный экран для игры, которая очевидно разрабатывалась для управления кнопками. Критик GameSpot указал на то, что качество графики на Nintendo DS может разочаровать некоторых игроков, а также, что сенсорный экран в игре плохо реализован. В частности игроку легко задеть не нужную кнопку и потратить огромную сумму денег. В заключении рецензент заметил, что надеется, что данный кроссплатформенный порт был первым и последним в истории The Sims. Некоторые критики и вовсе выразили своё разочарование порту для Nintendo DS, обвинив разработчиков в лени и попытки лёгкой денежной наживы.
Также неоднозначную оценку получили диалоги в игре, так критик IGN заметил, что диалоги в игре однообразны и игроку придётся сильно постараться, чтобы настроить какого либо персонажа против себя. Аналогичную проблему заметил и рецензент GameSpot, назвав диалоги в игре поверхностными, в частности критик заметил, что «чтобы диалоги были успешными, достаточно с хипстерами болтать о деньгах и покупках, в то время, как очкастые студенты будут с восхищением реагировать на разговоры о науки и инопланетянах. Они будут одинаково реагировать на один и тот же вариант диалога снова и снова каждый раз».
Рецензент IGN заметил, что музыкальное сопровождение в игре со временем может надоесть игроку. Представитель Worthplaying назвал музыку не плохой и не хорошей, однако по меркам Nintendo DS низкокачественной.